# 2008年12月澳門

## 12月11日
- 根據行政暨公職局的統計，截至昨天，一共接獲超過兩萬個選民登記申請，其中一萬三千個是新登記申請。
- 生態學會反對港務局用補充海沙方式恢復黑沙海灘原狀。
- 祐漢小販大樓早上動土，預計明年底落成。

## 12月10日
- 中國前外交部部長李肇星等四人獲澳門大學頒獎榮譽博士學位。

## 12月8日
- 神舟七號代表團到達澳門，開始三日訪問。

## 12月5日
- 澳門消費者委員會執行委員會主席何思謙，涉嫌串同親屬在公務採購程序中濫用職權、詐騙、在法律行為中分享經濟利益、公務上之侵佔、偽造文件，以及行賄受賄的案件，被移送檢察院偵訊。何思謙已被勒令停職。澳門日報

## 12月2日
- 「九九九」緊急求救電話系統晚上出現電腦故障失靈約一小時。東方日報
- 法國飲食指南米芝蓮推出香港澳門指南，六家餐廳獲得星級認證，一家獲得最高榮譽的三星認證。明報即時新聞
- 信德集團和朱美拉集團在香港中環簽署管理合作協議，宣布準備在路氹城夥拍興建朱美拉澳門酒店，預計在2013年完工。ON.CC即時新聞

## 12月1日
- 澳門巴士票價今起由原本2.5澳門元起增加至3.2澳門元起，而澳門通用戶可獲政府補貼。澳門日報